# David McGoldrick
David James McGoldrick, né le 29 novembre 1987 à Nottingham, est un footballeur international irlandais qui évolue au poste d'attaquant.

## Biographie

### Nottingham Forest
David McGoldrick signe un contrat de quatre ans à Nottingham Forest, en provenance de Southampton, le 29 juin 2009, alors que l'indemnité de transfert est estimée à 1 M£. Sa venue à Nottingham lui permet de rejoindre le club de sa ville natale, ce qu'il souligne le jour de son arrivée en disant : « Je suis un gars de Nottingham et avoir la chance de revenir chez moi, là où sont ma famille et mes amis, c'est un rêve. » Mais, mis en concurrence avec de nombreux attaquants talentueux, comme Robert Earnshaw, Nathan Tyson, Dele Adebola et Joe Garner, McGoldrick a peu d'opportunités d'être titulaire au club.
C'est dans l'optique d'avoir davantage de temps de jeu qu'il est prête un mois en septembre 2011 à Sheffield Wednesday. Fin août 2012, il est prêté six mois à Coventry. Ayant inscrit 17 buts en 25 rencontres avec ce dernier club, il retourne en prêt dans une autre formation, Ipswich Town, en janvier 2013.

### Ipswich
Le 4 juillet 2013, il rejoint Ipswich Town.

### Sheffield United et après
Le 24 juillet 2018, il rejoint Sheffield United.
Le 6 juillet 2022, il rejoint Derby County.
Le 10 juin 2023, il rejoint Notts County.

### En équipe nationale
McGoldrick est convoqué en équipe d'Irlande en novembre 2014. Il honore sa première sélection le 18 novembre, titulaire contre les États-Unis en amical. Il délivre deux passes décisives lors d'une victoire 4-1.
Le 5 septembre 2019, McGoldrick marque son premier et unique but international face à la Suisse au cours d'un nul 1-1 comptant pour les éliminatoires de l'Euro 2020.
Le 4 novembre 2020, McGoldrick annonce qu'il prend sa retraite internationale afin de se concentrer sur son club et sa famille. Il dispute 14 matchs pour un but entre 2014 et 2020.

## Palmarès

### En club
- Sheffield United
  - Vice-champion d'Angleterre de D2 en 2019.

### Distinction individuelle
- Membre de l'équipe type de League One (troisième division) en 2023[8]
- Membre de l'équipe-type de D4 anglaise en 2025 (EFL Awards)[9].